# Conceição (Tavira)
Conceição ist ein Ort und eine ehemalige Gemeinde (Freguesia) im portugiesischen Kreis Tavira. Die Gemeinde hatte 1447 Einwohner (Stand 30. Juni 2011).
Mit der Gebietsreform am 29. September 2013 wurden die Gemeinden Conceição und Cabanas de Tavira zur neuen Gemeinde União das Freguesias de Conceição e Cabanas de Tavira zusammengeschlossen. Conceição ist Sitz dieser neu gebildeten Gemeinde.